# Raining Men
«Raining Men» es una canción interpretada por la cantante barbadense Rihanna, incluida en su quinto álbum de estudio, Loud. El registro es up-tempo, con características femeninas de la rapera trinitense Nicki Minaj. Fue enviada para la radio el 7 de diciembre de 2010 como el tercer sencillo (sólo en Estados Unidos). No contó con vídeo, solo fue un sencillo radial, y recibió críticas mixtas de los críticos, que alabaron la química entre Rihanna y Minaj pero criticaron la canción por no crear nada nuevo ni original.

## Crítica
"Raining Men" recibió críticas mixtas de los críticos. Allmusic dijo que la canción es un punto bajo en el álbum, añadiendo que parece sin terminar. The New York Times destacó las acciones de Rihanna, al ritmo de "Raining Men", junto a Nicki Minaj, cantando y rapeando sobre un suministro interminable de hombres disponibles. Pitchfork dijo que "Raining Men" es una descarada Beyoncé que estafa y se despide rápidamente, si no fuera por el hecho de que se trata de una Beyoncé muy buena estafadora con un verso característico: en escenas de robo de invitados de Nicki Minaj. Spin Magazine dijo que "Raining Men" es resaltable en el álbum, una colaboración gloriosamente excéntrica con Nicki Minaj que entrelaza sus hiperventilación de clave menor, las "sirenas de aire" se disuelven en el bajo de fusión, y aliento contorsionista en la escena de Minaj, descrita por la palabra "realmente" en su espectáculo propio totalmente demente. BBC Music, dijo que Nicki Minaj hace un socio ideal en la delincuencia en "Raining Men", su flujo de salvajes, complementando la entrega férrea de Rihanna a efecto perverso. The Guardian describe la canción como un surco dancehall. New York Daily News, dijo que Rihanna igual de bien con Nicki Minaj, es un desgarro completo abajo en el estándar de disco de edad de Weather Girls "It's Raining Men". Aquí no es una canción gay de la lujuria, sino una declaración de garantía de que ningún hombre debe incitar a demasiada preocupación, teniendo en cuenta su enorme cantidad. The Washington Post dijo que Nicki Minaj, es una rapera aguda capaz de asumir las voces de una docena de personajes en una sola canción, no para impartir alguna sabiduría de su colega con "Raining Men". NME dijo que "Raining Men", es un audaz, ballsy, la colaboración MIA-ish con Nicki Minaj juega a las fortalezas de Rihanna y la princesa embustera del nuevo hip-pop. About.com dijo que Rihanna visita la tierra de Nicki Minaj en "Raining Men", pero nunca se enterró en el nuevo territorio. The Boston Globe dijo que "Raining Men", tomando prestado el riff digitalizado de Beyoncé "Diva", cuenta el aumento de la rapera Nicki Minaj en una rima manía. El mensaje de la canción de dobles como el álbum de mantra: "Algunos gatos realmente tienen siete vidas".

## Charts
| Listas                             | Mejor posición |
| ---------------------------------- | -------------- |
| US Billboard Hot R&B/Hip-Hop Songs | 49             |
| UK Singles Chart                   | 147            |
| UK R&B Chart                       | 30             |